# Santa Gala (título cardenalicio)
Santa Gala es un título cardenalicio de la Iglesia Católica en conmemoración a Santa Gala de Roma, santa a la que se conmemora el 6 de abril. Fue instituido por el papa Francisco en 2015.

## Titulares
- Daniel Fernando Sturla Berhouet, S.D.B. (14 de febrero de 2015)